# Hjälmhocko
Hjälmhocko (Pauxi pauxi) är en starkt utrotningshotad fågel i familjen trädhöns inom ordningen hönsfåglar.

## Kännetecken

### Utseende
Hjälmhockon är en stor (91 cm) och svart marklevande trädhöna med en bisarr blåaktig kask på huvudet. Fjäderdräkten är mestadels svart med grön- och blåaktig glans på manteln och bröstet och på ryggen mattsvart fjällning, medan den är vit på buken, undre stjärttäckare och stjärtspets. Både näbb och ben är röda. Vissa honor har en mycket sällsynt färgvariant med istället rödbrun fjäderdräkt, fint bandad och marmorerad i svart, svartaktigt på huvud och hals och svartaktig, beigespetsad spets.

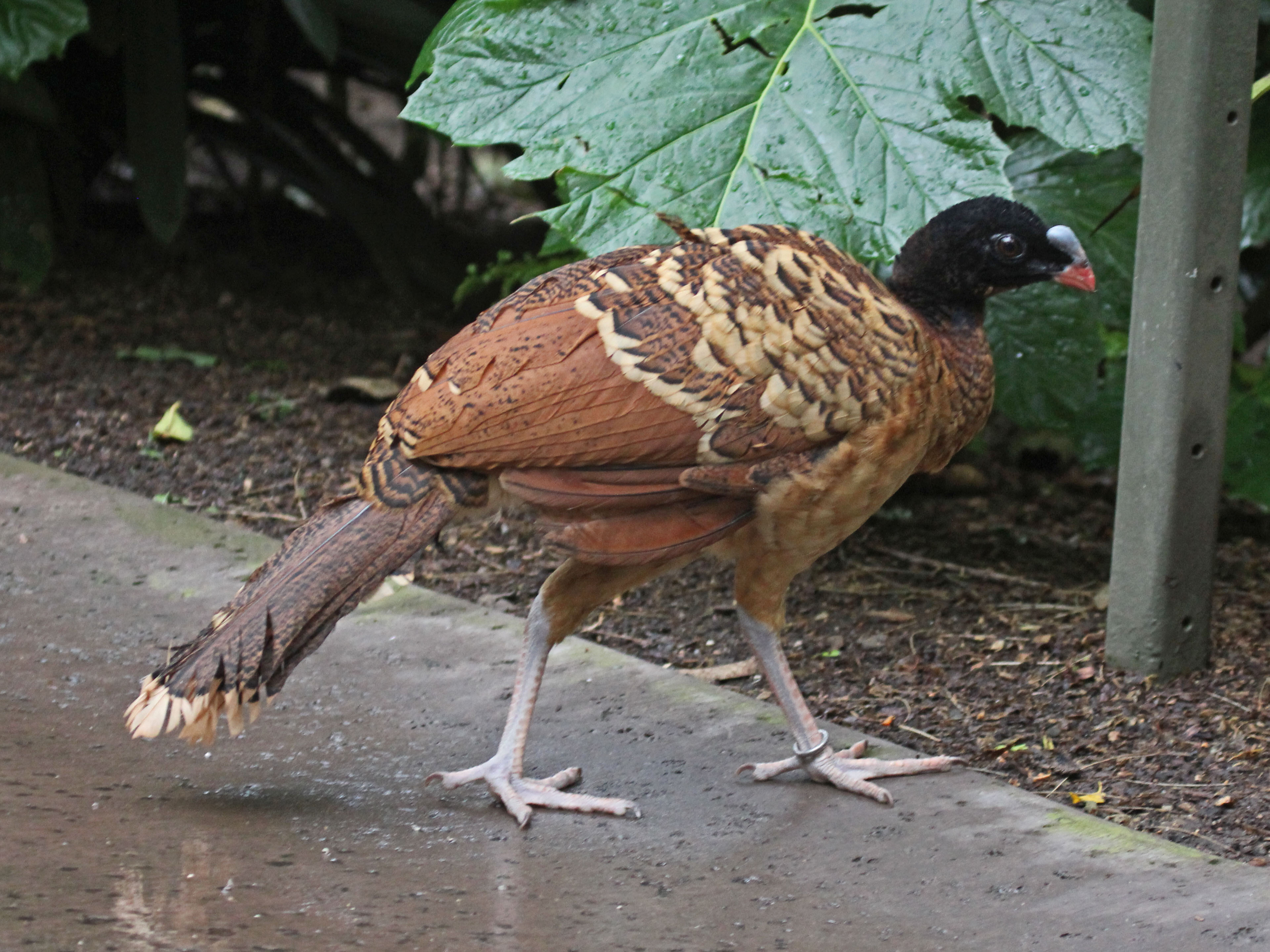
En hona
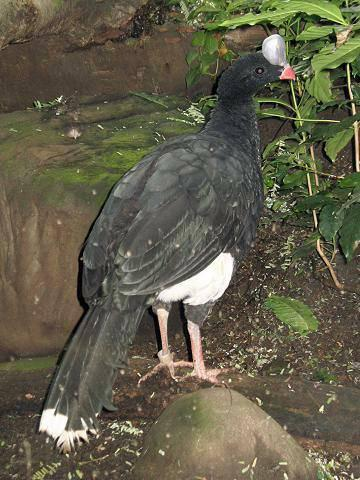
En hane

### Läten
Under häckningssäsongen hörs från hanen ett mycket lågt dånande ljud, likt ett gammalt knarrande träd, i serier om fyra som levereras sex till tio gånger per minut. Varningslätet är ett mjukt och upprepat "tzsuk".

## Utbredning och systematik
Hjälmhocko delas in i två underarter:
- P. p. pauxi – förekommer i bergsskogar i Venezuela och nordöstra Colombia
- P. p. gilliardi – förekommer i bergskedjan Serranía del Perijá på gränsen mellan Colombia och Venezuela

## Status
Hjälmhockon är en mycket fåtalig fågel med en uppskattad världspopulation på endast 3 500 till 12 500 vuxna individer. Den tros också minska i antal på grund av skogsavverkningar och jakt. Internationella naturvårdsunionen IUCN kategoriserar arten som sårbar.

## Namn
Fågelns vetenskapliga art- och släktesnamn kommer av spanska paují som ursprungligen betyder "påfågel" men som användes av tidigare bosättare i tropiska Amerika för olika sorters hönsfåglar.